# Kazimierz Sabbat
Kazimierz Aleksander Sabbat (nacido en Bieliny, Imperio Ruso, el 27 de febrero de 1913 - fallecido en Londres, Reino Unido, el 19 de julio de 1989) fue un político y empresario polaco, que ejerció el cargo del quinto presidente del Gobierno de Polonia en el exilio entre 1986 a 1989.

## Biografía
Kazimierz Sabbat nació el 27 de febrero de 1913 en Bieliny Kapitulne, a los pies de la montaña Łysa Góra, en el Imperio Ruso (hoy corresponde al Voivodato de Santa Cruz en Polonia). Sabbat terminó la escuela secundaria en Mielec, y estudió Derecho en la Universidad de Varsovia, poco antes de la Segunda Guerra Mundial. Cuando era joven, Sabbat era Scout, y a lo largo de su vida puso en prácticas los valores aprendidos gracias al escultismo.
Después de un breve servicio en la Armada polaca, Sabbat fue dirigidao a la 10º Brigada Motorizada de Stanisław Maczek. Herido durante la retirada polaca, se las arregló para emigrar a Gran Bretaña y abandonar el campo de batalla.
Tras haber sido dado de alta del ejército en 1948, puso en marcha su propio negocio, que le permitió cosechar un gran éxito en Inglaterra. Más tarde trabajó para el Movimiento Scout y la Asociación de Veteranos de Polonia de forma voluntaria. 
En 1976 se convirtió en el primer ministro del gobierno en el exilio polaco. Trató de unir a los polacos despedigados que habían emigrado del país y creó lazos cada vez más fuertes con el movimiento de oposición al comunismo en Polonia.
Se convirtió en presidente de la República de Polonia en 1986, tras el arrollador éxito que había conseguido su predecesor, Edward Raczyński. Aun así, moriría sin finalizar su mandato el 19 de julio de 1989 en Londres a la edad de 76 años. 
Ese mismo día, Wojciech Jaruzelski fue elegido por un Parlamento aún ilegal como el primer presidente del país desde la década de 1950. Ryszard Kaczorowski, el ministro del Interior y sucesor designado, asumió el cargo en el exilio y el 22 de diciembre de 1990, después de las primeras elecciones libres y justas en Polonia desde la guerra, entregó sus poderes y la insignia de la Segunda República de Polonia al presidente electo Lech Wałesa. Sabbat está enterrado en el cementerio de Gunnersbury en Londres.